# Potchefstroom
Potchefstroom és una ciutat de la província del Nord-oest (Sud-àfrica), prop de les mines de diamants del Transvaal. Actualment és centre cultural i d'ensenyament superior mercès a la Potchefstroom University for Christian Higher Education, fundada el 1869.
Fou la primera ciutat fundada pels bòers al Transvaal, el 1838 a la comarca coneguda com a Moorivier. La ciutat es va veure reforçada l'abril del 1844 per la vinguda de part dels colons establerts a Winburg el 1836/1837 (per això la república s'anomena també Winburg-Potchefstroom); una altra part dels colons de Winburg va emigrar en part cap a Andries-Ohrigstad el 1845 però aquest establiment es va abandonar el 1846 (i es van traslladar a Lydenburg).
Potchefstroom va formar una república que va existir fins al 1860. En aquest any els seus caps van acordar unir-se a Lydenburg i Zoutpansbergdorp (precedent de Pietersburg) per formar la República Sud-africana al Transvaal.
La direcció de l'estat va quedar en mans d'Andries Hendrik Potgieter (9 d'abril de 1844). Potgieter ja tenia encarregada la direcció de les comunitats bòers de la regió des del 1840 mentre Pretorius estava encarregat de les comunitats bòers de la República de Natal. Quan el 1843 el britànics van annexionar Natal, molts bòers van emigrar cap a Potchefstroom i Winburg (1844), però els nous vinguts no van respectar l'autoritat de Potgieter i fins i tot es va sospitar que el volien deposar. El 6 de maig de 1845 l'assemblea li va ratificar el suport i el càrrec de comandant, però va decidir que amb els britànics a la vora, havia de sortir de la regió. Tal com havia fet a Winburg, on va nomenar el seu successor, va nomenar un comandant per Potchefstroom i va deixar la ciutat el juny de 1845 i va anar a fundar Ohrigstad o Andries-Ohrigstad.